# Гомосексуальність

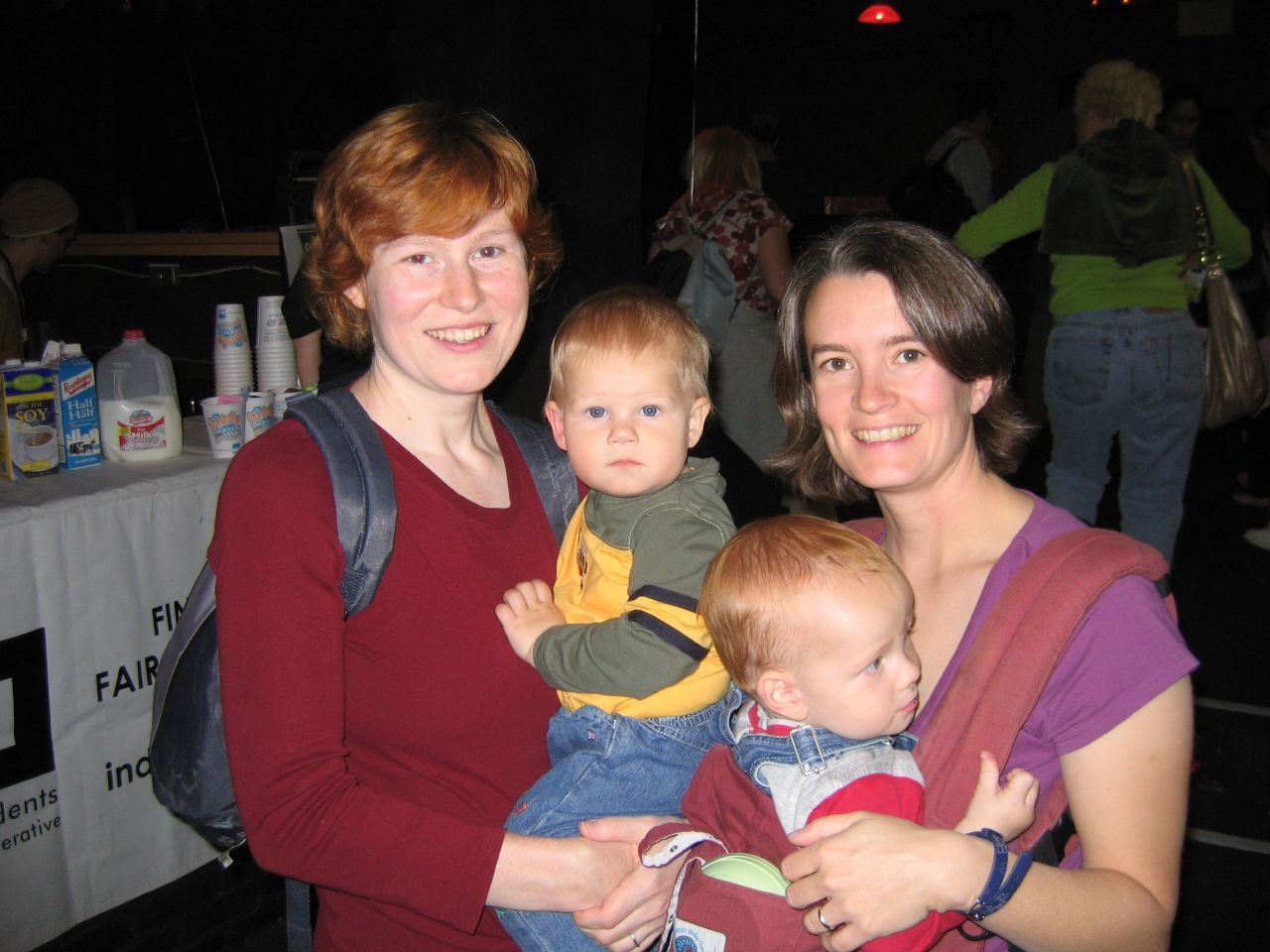
Гомосексуальна родина з дітьми

Гомосексуальність (грец. homois — подібний і лат. sexus — стать) — сексуальний або романтичний потяг або сексуальна поведінка між людьми однієї статі.
У широкому розумінні гомосексуальність людини — сексуальність, складовими якої є гомосексуальна орієнтація (сексуальний потяг до осіб своєї статі), гомосексуальна ідентичність (усвідомлення себе як особи гомосексуальної орієнтації) та гомосексуальна поведінка (сексуальна практика з особами своєї статі). У вузькому сенсі термін «гомосексуальність» використовують для позначення емоційного, романтичного, еротичного або сексуального потягу тільки і виключно до осіб своєї статі. Відповідно, гомосексуал(к)ами називають чоловіків та жінок, котрих приваблюють у сексуальному плані переважно особи однієї з ними статі.
Американський біолог Альфред Кінсі на підставі власних досліджень людської сексуальності в 1940—1950-х рр., що ґрунтувалися на репрезентативній вибірці з кількох тисяч людей, запропонував шкалу сексуальності (шкалу Кінсі), в якій як одна з декількох підшкал виступає гомо-/бі-/гетеросексуальність, нарівні з такими підшкалами, як гомо-/бі-/гетеросоціальність, гомо-/бі-/гетероестетичність, гомо-/бі-/гетероеротичність та ін.
Американський психіатр Фріц Кляйн (Fritz Klein) виділяє у гомосексуальності ряд автономних параметрів: 1) сексуальний потяг (бажана стать сексуальних партнерів/-ок), 2) сексуальну поведінку (стать реальних сексуальних партнерів/-ок), 3) еротичні фантазії, 4) емоційні вподобання (з особами якої статі людина прагне спілкуватися), 5) соціальні переваги (з ким людина фактично проводить більше часу), 6) самоідентифікація (як людина визначає свою сексуальну ідентичність), 7) стиль життя (міра прилучення особистості до тієї або іншої субкультури). Оскільки ці параметри можуть не збігатися і по-різному проявляються на різних стадіях життєвого шляху, однозначне розділення людей на гетеро-, гомо- та бісексуал/ок, як і їхній кількісний підрахунок, дуже проблематичні. Виходячи з цих поглядів, Кляйн склав решітку сексуальної орієнтації.
У зв'язку з багатозначністю терміна «гомосексуальність» у науковій літературі останнім часом користуються уточнюючими або вузькими термінами, як-от гомосексуальна орієнтація, гомосексуальна поведінка, гомосексуальність як явище тощо.

## Термінологія гомосексуальності

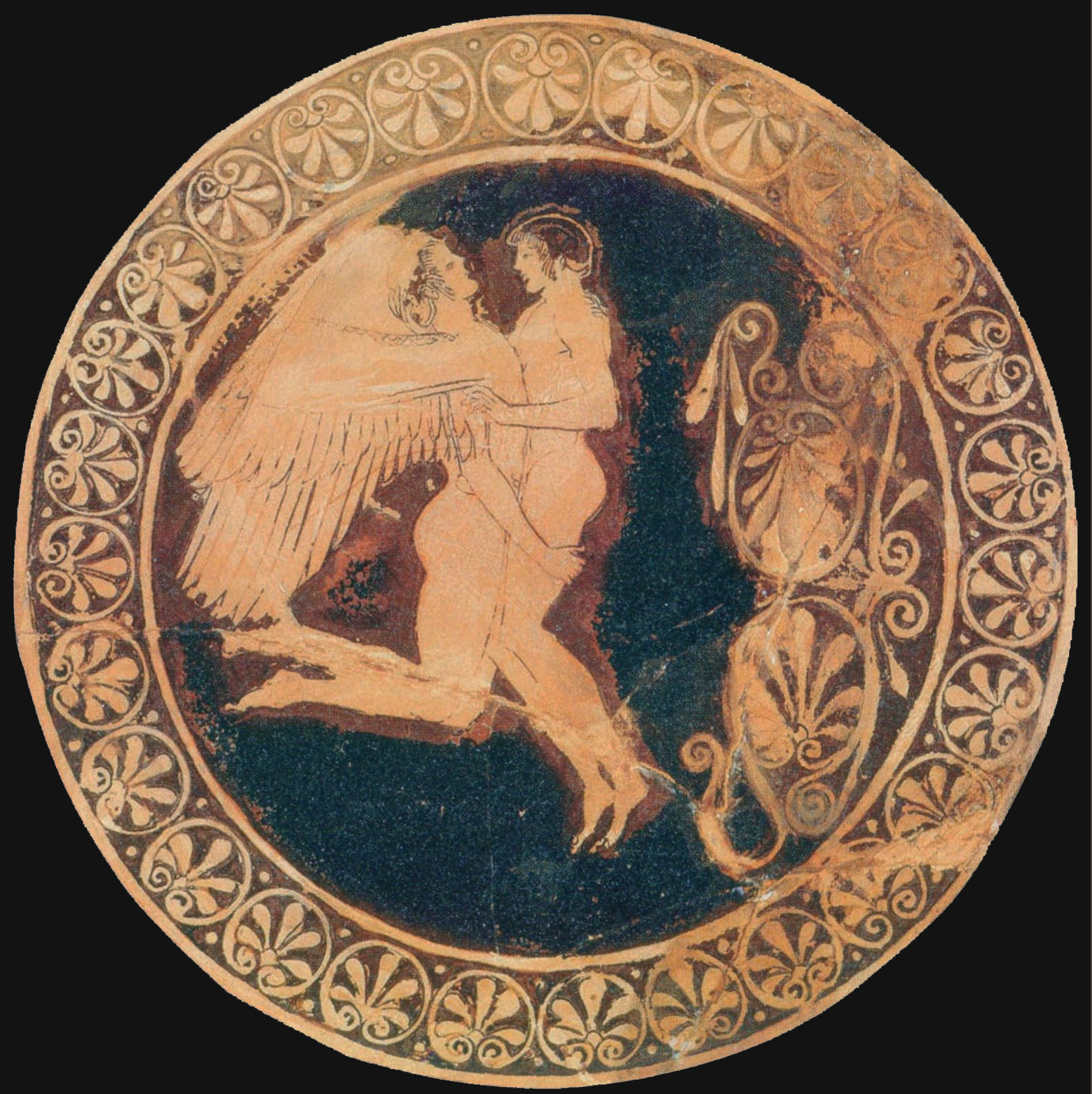
Зефір та Гіакінт. Аттичний червонофігурний вазопис з Таркуїнії, бл. 480 р. до н. е. Нині в Бостонському музеї образотворчих мистецтв.

Уперше термін homosexualität був використаний у 1869 р. в анонімно опублікованому памфлеті, написаному австрійським публіцистом угорського походження Карлом-Марією Кертбені (Karl-Maria Kertbeny). У ньому він висловлював протест проти прусського закону, що забороняв содомію.
Але позначення для одностатевих відносин звісно існували і до цього, особливо стосовно чоловічої гомосексуальності, ставлення до якої було різко негативним. Християнська церква називає це содомським гріхом або содомією. Традиційно такі відносини називали також педерастія (грец. παιδος ἐραστής — «любов до хлопчиків»), учасників таких відносин називали педерастами. Юридична та медична література послуговувалася поняттям «мужолозтво».
Терміни «педерастія» і «педераст» позначали в античній Греції стосунки між дорослим чоловіком і підлітком або юнаком (цей термін не слід плутати із педофілією — потягом до статево незрілих індивідів). Тому застосування цього терміну для гомосексуалів є не коректним.
У церковному середовищі поширені поняття «содомія» та «содоміти», які у Біблії не зустрічаються, але є були неологізмами, запровадженими біля 1180 р. на підставі розвитку ідей ранніх церковних діячів IV ст., котрі витлумачили гомосексуальність як гріх Содому і Гоморри.
Також в українській мові зустрічається слово «мужолозтво», яке використовується у Новому Заповіті, а у радянські часи було юридичним терміном.

### Гомосексуальність і гомосексуалізм
У східнослов'янських мовах термін гомосексуальність з'явився у XIX столітті і був утворений за допомогою суфіксу -ізм, що використовувався тоді для загального означення широкого кола явищ, в тому числі й для випадків, які зараз виглядають вельми незвичними для нього. Пізніше, через широке використання в назвах різних вчень та політичних течій, суфікс —ізм набув ідеологічного, програмного відтінку. Однак це сталося вже після, а не до появи слова гомосексуалізм в українській. Однак інші терміни потрапили в нашу мову пізніше й перекладалися вже за іншими моделями, тому склалася ситуація, коли «гомосексуалізм» морфологічно не відповідає суміжним поняттям «гетеросексуальність»[джерело?], «бісексуальність», а також узагальнюючому — «сексуальність». Так само для позначення осіб гомосексуальної орієнтації використовувався термін «гомосексуаліст» — на противагу «гетеросексуал», «бісексуал».
Через морфологічну невідповідність терміни «гомосексуалізм» та «гомосексуаліст» неодноразово критикувалися психологами та сексологами. Так, російський соціолог, антрополог, філософ та сексолог І. Кон наголошує, що терміни «гомосексуалізм» і «гомосексуаліст» передбачають жорстку бінарну закріпленість властивості: «гомосексуалістом» людина нібито може бути або ні за бажанням, тоді як терміни «гомосексуальність», «гомосексуал» передбачають уявлення про природність походження, варіативність і пластичність явища.
Російський психолог Д. Воронцов вважає, що термін «гомосексуаліст» має негативну оцінну конотацію, пов'язану з тим, що в радянські часи гомосексуалів переслідували, й у цілому суспільна думка про них мала негативне забарвлення, натомість нібито термін «гомосексуал» її не має.
У той же час у пострадянських країнах терміни «гомосексуалізм» та «гомосексуаліст» серед активістів ЛҐБТ-руху все більше сприймаються як терміни стигматування. Однак, в українській науковій літературі «гомосексуалізм» та «гомосексуаліст» і досі широко використовуються, вони поширені у науковій, масовій, релігійній та публіцистичній літературі. Проте з середини 90-х рр. в Україні активісти ЛҐБТ-руху та толерантні до ЛҐБТ науковці та громадяни все частіше використовують терміни «гомосексуальність» та «гомосексуал», які узгоджуються за аналогічними термінами більшості європейських мов та морфологічно корелюють із подібними словоформами української, як то — «сексуальність», «гетеросексуальність», «бісексуальність», «гетеросексуал», «бісексуал», «метросексуал» тощо .

### Інші терміни
Для гомосексуалів чоловічої статі в українській мові також використовується поняття ґей (англійський прикметник, що позначає «безтурботний», «веселий», «яскравий, театральний»; у народній етимології сприймається як абревіатура, утворена з англійського «Good As You» — «Такий самий, як ти»). Цей термін має конотацію не тільки сексуальної орієнтації, але й активної суспільної позиції. До гомосексуалок жіночої статі термін ґей практично не застосовується, натомість використовується термін «лесбійка», котрий походить від назви грецького острова Лесбос, де народилась і жила давньогрецька поетеса Сапфо, у віршах котрої оспівувалося одностатеве кохання між жінками. Використовуються також інші терміни різного ступеня толерантності.
Щодо гомосексуалів Карл Генріх Ульріхс (Karl Heinrich Ulrichs) запропонував термін «урнінґ», заснований на діалогах Платона, в яких богиня Афродіта Уранія («небесна») оголошена покровителькою одностатевого кохання.
Використовується термін сексуальні меншини — збірний термін, який позначає осіб обох статей з мінорними за статистикою варіантами сексуальної орієнтації або ґендерної ідентичності — гомосексуальністю, бісексуальністю і транссексуальністю. Українські правозахисники, ґей-активісти та фахівці з ВІЛ-СНІД для сексуальних меншин також використовують абревіатуру ЛГБТ — лесбійки, ґеї, бісексуали, трансґендерні індивіди, яка виникла в англійській мові, але співзвучна й українській (втім, правильно писати ЛҐБТ, оскільки англійське «g» українською передається як «ґ»).
До середини 1980-х років досить нейтральним у російській мові був термін «голубий», що походить з платонічної ідеї «небесної любові». В українській мові калька з нього також інколи використовується, але загалом менше, ніж у Росії, і переважно російськомовними громадянами. У той же час за межами пострадянських країн чоловіків-гомосексуалів називають «ліловими» (lavender), «пурпуровими» (purple) або «рожевими» (pink). Для позначення жіночої гомосексуальності використовуються терміни: «лесбійська любов», «сапфізм», «трібадізм».
У сучасній західній медичній літературі особи, які мають гомосексуальну практику, позначаються абревіатурами MSM (Men Who Have Sex with Men — чоловіки, які практикують секс з чоловіками) і WSW (Women Who Have Sex with Women — жінки, що практикують секс з жінками).
Як бачимо, від використання термінів залежить не тільки емоційна конотація, але і спосіб концептуалізації явища.

## Гомосексуальність у тварин

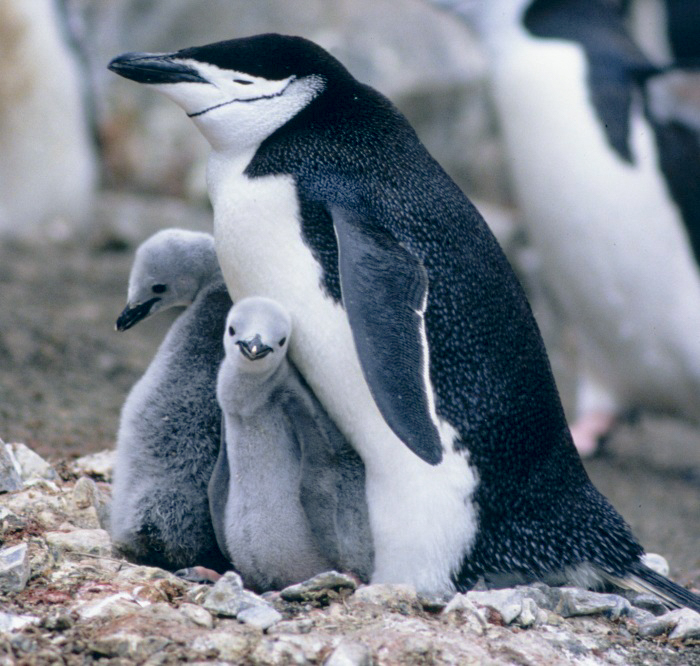
Рой і Сіло, два самці антарктичного пінгвіна із зоопарку в Центральному парку Нью-Йорка доглядають двох підкинутих пташенят.

Гомосексуальна поведінка спостерігається у риб, рептилій, птахів і ссавців, включаючи приматів, як у природних умовах, так і у неволі. У деяких ситуаціях активні гомосексуальні дії означають домінування, хоча при цьому може відбуватися і злягання. При гомосексуальних контактах у самок мавп зареєстрований оргазм. Серед різних видів птахів, включаючи чайок і інших водоплавних, відзначені стабільні гомосексуальні «пари» самок і самців. Приміром, за підрахунками канадського ученого Брюса Бейджміла, кожна двадцята «сім'я» пінгвінів є одностатевою.
Наукові дослідження з етології тварин довели, що сексуальність у природі здебільшого зводиться до розмноження, набуваючи іноді більшого функціонального значення. Гомосексуальність — біологічна особливість окремих особин, відхилення від поведінки виду, визначається генетичними або іншими вродженими, або набутими чинниками, а також біосоціальними факторами. Біологічні дослідження вивчають гомосексуальні прояви у тварин і здійснюють пошук генетичних і гормональних характеристик, що відрізняють особин гомосексуальної і гетеросексуальної орієнтації. Ряд наукових журналів публікують біологічні дослідження гомосексуальності, зокрема, спеціалізований журнал Journal of Homosexuality.
У науково-популярному вигляді деякі факти гомосексуальності серед тварин зібрані і продемонстровані у документальному серіалі «Тварини схожі на нас» — у шостому епізоді «Гомосексуальність тварин» (режисери J. Menendez, B. Loyer та S. Alexandresco, науковий керівник серії Paul L. Vasey). У фільмі стверджується, що гомосексуальні стосунки помічено у представників декількох тисяч видів тварин. Причому це стосується не тільки сексу: особини з гомосексуальними нахилами створюють «сімейні пари» і навіть виховують потомство. Гомосексуальність або гомосексуальна поведінка зустрічається у мавп,, китоподібних (зокрема — дельфінів), тюленів, оленів, слонів, гризунів, птахів і навіть у мух. Деякі способи такої поведінки продемонстровано у згаданому фільмі.
Гомосексуальність у різних видів має різне походження. Прихильники ідеї гомосексуальності, як різновиду норми, схильні вбачати навіть певний біологічний сенс: заохочування до гетеросексуального статевого акту, підвищенням шансів на репродуктивний секс та компенсацією за відсутність осіб протилежної статі, але більшою мірою — біосоціальними функціями, як то: підвищення ефективності турботи за потомством, встановлення ієрархічного статусу серед тварин однієї групи, зменшення соціальної напруги, збільшення згуртованості спільноти. Противники ідей нормальності гомосексуальності вказують на спекулятивність та умоглядність таких висновків. Найімовірніше, гомосексуальність у тварин має причиною відсутність осіб протилежної статі, та/або встановлення ієрархічного статусу серед тварин однієї групи.
Також є фактом, що випадки гомосексуальної поведінки збільшуються в екстремальних для тварин умовах. Так, деякі дослідження показують зростання гомосексуальної поведінки у популяціях з високою щільністю особин одного виду на противагу популяціям з низькою щільністю особин (подібне явище спостерігається і у людей в місцях позбавлення волі), а також в умовах постійного стресу та як ритуал примирення після сварки.
Крім того, гомосексуальна поведінка може бути наслідком поганого зору тварини, гіперсексуальності та утримання у неволі.
Таким чином, етологічні дослідження свідчать, що гомосексуальна поведінка хоча і є доволі поширеним явищем у багатьох видів тварин, проте є скоріше відхиленням від типової поведінки виду.

## Демографія гомо- та бісексуал/ок
Визначення чисельності популяції гомосексуалів та гомосексуалок у суспільствах наштовхується на чималі труднощі методологічного, теоретичного і соціального характеру, оскільки дослідники практично ніколи не мають можливість вивчити усю популяцію людей, що входять до категорії, котра їх цікавить.
- У методологічному плані складності полягають перш за все у способі створення достатньо репрезентативної, незміщеної і неупередженої вибірки для дослідження, а також у дефіциті часу і коштів для дослідження. До того ж не всі індивіди готові брати участь у таких дослідженнях. Іноді через особливості методу, що використовується для дослідження, вибірка перевантажується людьми певного типу (т. зв. «похибка вибірки»). Також слід врахувати часовий фактор, завдяки якому оцінити тип сексуальної активності можливо лише протягом певного відтинка часу життя індивіда, що часто не враховується.
- Крім того, існують труднощі, пов'язані із готовністю людей, незалежно від сексуальної орієнтації, висвітлити в анкеті свою справжню сексуальну поведінку — цьому можуть стати на заваді як сором'язливість та інші психологічні чинники, так і соціальні та культурні фактори. До того ж, результати анкетування будуть залежати від того, наскільки нейтрально чи упереджено поставлені питання, чи проводиться воно у присутності опитуючих осіб, чи здійснюється анонімно (письмово або способом телефонного опитування). У першому випадку може знизитись ступінь щирості відповідей, а у другому — відповіді залежать від уважності, освіченості, ретельності та інших характеристик респондент/ки, включаючи інтелект; крім того — телефонне опитування зміщує вибірку — адже не у кожному суспільстві всі потенційні респондент/ки мають телефон. Крім того, на відповідь впливає те, наскільки коректно поставлені питання, і також, наскільки правильно та неупереджено складено опитувальник. Чимала кількість досліджень, які проводилися упереджено або упереджено здійснювалася обробка їхніх даних, очевидно, зміщували результати у той або інший бік.
- Ще одна складність  — теоретичного плану: як визначити об'єкт дослідження. Простіше, але далеко не легше, вивчити способи поведінки у суспільстві загалом, адже тоді дослідниками та дослідницями не навішується ярлик «гомосексуал/ки» або інший, а просто констатується розповсюдженість тих чи інших способів поведінки, переваг, бажань, світоглядних позицій і т. ін. Також відносно просто визначити транссексуальних людей. У той же час, проблемою є визначення саме людей гомосексуальних, оскільки не існує чіткої межі між гомо-, бі- та гетеросексуальністю, гомосексуальна поведінка не завжди пов'язана із гомосексуальністю як ідентичністю. Дійсно, проведені соціологічні дослідження довели розбіжність, неузгодженість стабільної сексуальної орієнтації, більш плинних та мінливих еротичних переваг та сексуальної ідентичності[28]. Тому, наприклад, досить важко відділити гомосексуал/ку від бісексуал/ки, що суттєво впливає на інтерпретацію результатів дослідження. Окремі індивіди також протягом свого життя часто змінюють моделі сексуальної поведінки, що ускладнює можливість однозначного визначення їхньої сексуальної орієнтації. Врешті, не існує навіть єдиного набору бажань, які однозначно визначають людину як лесбійку, ґея або бісексуал/ку[29].
- Також характер відповідей залежить від того, як суспільство, держава та церква оцінюють гомосексуальну поведінку, та яку культурну нішу у соціумі вона займає. Якщо у суспільстві чоловіча гомосексуальна поведінка стигматизується і карається, значна частина гомосексуалів не виявляють своїх сексуальних уподобань відкрито. Але у такому суспільстві може бути так само багато гомосексуалів, як й у толерантніших. Тому, між іншим, у разі офіційного визнання прав гомосексуалів та гомосексуалок, коли все більше їх перестає приховувати власну сексуальну орієнтацію, повторне опитування, здійснене за тим самим методологічним принципом, може створити ілюзію їхнього кількісного збільшення[8].
- Та й всім цим труднощі не обмежуються. Так, дані, представлені опитуванням, можуть бути некоректно представлені або проінтерпретовані; у відповідях може матися навмисна, здійснена з тих чи інших причин, фальсифікація; на відповіді може вплинути фактор пам'яті і т. д.[30],[8] Насамкінець, проведення таких досліджень та оприлюднення їхніх результатів може залежати від позиції церкви та державних посадовців, що створює додаткові труднощі.

Отже, подібні дослідження вимагають величезної теоретичної підготовки, а їхні результати, як правило, не можна тлумачити однозначно, крім того, більшість з них, проведені у репресивних щодо гомосексуалів суспільствах, подають занижений відсоток. Звідси — великий розкид даних у різних дослідженнях статистичного відсотка гомо- та бісексуальних людей у різних суспільствах та у різних дослідженнях.
Однак, загалом проведені дослідження показали, що відсоток гомосексуальних людей в усіх без винятку спільнотах коливається у певних межах, ніколи не буває нижче 1 % і їхня присутність у суспільстві не залежить від того, чи соціум їх визнає, стигматизує чи переслідує. В останньому випадку вони просто змушені повністю приховувати свою орієнтацію.
Враховуючи вище зазначене, звернімося до результатів досліджень. В одному з американських оглядів представлено спектр даних, які коливаються у межах від 0,6 % до 10 % (посилання на декілька десятків досліджень). На англомовному варіанті вікіпедії у статті, присвяченій гомосексуальності, наведені дані останніх досліджень відсотку гомосексуалів. Зазначається, що західні дослідники подають відсоток від 2 % до 13 % населення (наведено посилання на 16 джерел)[джерело?]. Одне з досліджень, проведене у 2006 р., показало, що 20 % респондентів анонімно повідомили про деякі власні гомосексуальні почуття, хоча і відносно невелика кількість учасників дослідження визнали себе гомосексуалами.
Ігор Кон наводить результати різних досліджень, переважно європейських, у найдостовірніших з яких цифри оцінки осіб гомосексуальної орієнтації коливаються між 1 % та 6 %, а гомосексуальні потяги та поведінку бодай раз пережили до 20,8 % дорослих респондентів (серед чоловіків) та до 18,6 % жінок. Причому цифри різняться за країнами. В іншій книзі він наводить дані звітів Кінзі про США, які показали, що близько 48 % чоловіків та 19 % жінок визнали у своєму сексуальному досвіді хоча б один гомосексуальний контакт.
Одним з найбільших і найретельніше організованих за вибіркою вважається дослідження сексуальної поведінки, проведене в Австралії протягом 2001/2002 років способом телефонного опитування серед 19307 людей у віці від 16 до 59 років. У ньому виявлено, що 97,4 % опитаних австралійських чоловіків самоідентифікувалися як гетеросексуали, 1,6 % як гомосексуали і 0,9 % як бісексуали. Серед опитаних австралійських жінок 97,7 % самоідентифікувалися як гетеросексуалки, 0,8 % як лесбійки і 1,4 % як бісексуалки. Разом з тим, у тому ж опитуванні 8,6 % чоловіків і 15,1 % жінок відзначили у себе або наявність почуттів і потягу до своєї статі, або наявність деякого сексуального досвіду з особами своєї статі. Половина чоловіків і дві третини жінок, що мали деякий сексуальний досвід зі своєю статтю, вважають себе гетеросексуальними, а не гомосексуальними або бісексуальними.
До цього переліку слід долучити статистику суспільств, в яких гомосексуальність є узаконеною та інституйованою, досліджень чого поки досить небагато. Показовим є дослідження папуаського племені самбія. Під час дорослішання юнаки цього племені зобов'язані вступати у статеві контакти з старшими юнаками. Це відбувається до їхнього вступу в гетеросексуальні зносини. Вважається, що через отримання хлопчиком сперми дорослих чоловіків їм передаються чоловічі якості і вони очищуються від «жіночої есенції», набутої в дитинстві. Через 6-8 років ковтання сперми вони на декілька років самі стають донорами сперми для молодших хлопчиків, продовжуючи уникати жінок. Після одруження вони протягом декількох місяців продовжують зносини із хлопчиками, але після початку менструації у дружини зобов'язані перейти на гетеросексуальні стосунки. Проте й пізніше до 5 % чоловіків продовжують віддавати перевагу гомосексуальним стосункам із хлопчиками.
Все наведене свідчить, що поширеність одностатевої сексуальності не може бути точно охарактеризована якимось одним числом. Це багатоаспектне явище, яке може бути сприйняте й проінтерпретоване різними способами, залежно від різних умов.
В Україні опитування сексуальної поведінки не проводились. Чисельність ґеїв та лесбійок, за різними соціологічними даними, оцінюється від 420 тис. до 1,2 млн осіб, тобто від 0,9 до 2,6 % громадян України.

## Формування сексуальної орієнтації у людини
Формування психосексуальної орієнтації охоплює пубертатний (12-18 років) і перехідний (16-26 років) періоди сексуальності. Становлення психосексуальної орієнтації є завершальним етапом психосексуального розвитку, на якому відбувається формування платонічного, еротичного та сексуального лібідо.
Гомосексуальну поведінку зафіксовано в більш ніж 400 видів ссавців та птахів. Тому деякі науковці схиляються до думки, що сексуальна орієнтація має генетичні причини. Деякі науковці вважають, що гомосексуальність — це набутий стиль поведінки.
Великомасштабне (вибірка з 493 001 учасників) дослідження опубліковане 30 серпня 2019 в журналі Science визначили, що генетичний фактор у формуванні гомосексуальності відповідає від 8 % до 25 % усіх чинників, лише частково корелює між жінками та чоловіками, і генетичний аналіз не може використовуватися для передбачення формування гомосексуальності в особи. Також було визначено, що немає специфічного гена чи групи генів, які відповідальні за гомосексуальність, а натомість весь генетичний вплив розділений між багатьма різними генами.

## Специфіка гомосексуальних людей
Специфіка гомосексуальних людей полягає в:
- гомосексуальній орієнтації, тобто в постійному емоційному, романтичному, сексуальному або еротичному (тілесному) потягу до людей своєї статі;
- сексуальних практиках;
- гомосексуальній ідентичності, тобто кожен гей або лесбійка проходить дуже болісний багатолітній процес «камінг-ауту» — визнання себе геєм або лесбійкою;
- гендерних орієнтирах і моделях поведінки, прийнятних для гомосексуальних людей;
- підтримці геївського або лесбійського стилю життя (наприклад, одностатева сім'я/партнерство, коло гомосексуальних друзів і знайомих, місця зустрічей, магазинів, кафе, дансингів, масових акцій для ЛГБТ і т. д.);
- геївській та лесбійській субкультурі (стиль одягу, сленг, музика, книги, фільми, мистецтво, Інтернет, журнали тощо);
- наявності суспільно-політичного руху за громадянське рівноправ'я ЛГБТ.

Геї та лесбійки як стигматизована група мають загальну незадоволену потребу в захисті фундаментальних прав людини, визнанні цивільних прав; у свою чергу, вони потребують полегшення доступу до медичних, юридичних і соціальних послуг. Але головним чинником об'єднання геїв і лесбійок є негативне ставлення суспільства до гомосексуальності, наповнене ненавистю і упередженням, — гомофобія.

## Теорії походження гомосексуальності
Природа гомосексуальних стосунків є темою, вивченням якої займаються різні галузі природних і гуманітарних наук: від генетики і медицини до психології, гендерної теорії і філософії. Таким чином, питання, що таке гомосексуальність і які її передумови, є багатогранним. Гомосексуальність розглядають і з точки зору тлумачення її культурами різних народів, і в контексті історичного моменту. Важливою тенденцією є аналіз гомосексуальності в політичному розумінні цього терміну як приналежності до певної соціально-активної частини населення, яка усвідомлює свої потреби і відстоює власні права. Гомосексуальність також вивчається з точки зору природних, біологічних передумов і проявів. Кожен з вищезгаданих напрямів вивчення гомосексуальності бере до уваги окремі важливі елементи, які разом складають цілісну картину цього явища, і, в той же час, руйнують міфологію і стереотипи навколо нього.
Завдяки дослідженням у деяких вчених у західному світі виникла гіпотеза про неприпустимість відношення до лесбійок і геїв як до аномалії і відхилення. Одним з найперших і відомих досліджень, яке вказало на масштаби і поширеність гомосексуальної поведінки і почуттів в суспільстві, було дослідження Альфреда Кінсі, проведене в США у 1930—1950 рр.
Одними з перших гомосексуальною поведінкою серед різних народів зацікавилися еволюційні біологи. Адже гомосексуальність часто вважають протиприродною у зв'язку з неможливістю дітонародження в таких стосунках. Відповідно, геїв і лесбійок вважали і вважають індивідами, які не сприяють виживанню і продовженню людського роду. Проте в результаті тривалих досліджень і дискусій деякі вчені переконалися в позитивній ролі, яку грає гомосексуальність у процесі розвитку людства і еволюції. Дослідники прийшли до висновку, що за деяких умов гомосексуальна поведінка вписується у загальну стратегію виживання видів: гомосексуальні та репродуктивно неактивні особини здійснюють спільну популяційну стратегію, спрямовану на виховання потомства, охорону території, встановлення статусно-ієрархічних відносин та ін. (див. гомосексуальність у природі).
Так само чоловіки і жінки, що мають гомосексуальні стосунки, існували завжди. Гомосексуальні члени сім'ї виконували важливі функції, а подекуди гомосексуальна поведінка заохочувалася або була обов'язковою. Так, серед багатьох народів на різних континентах у минулому і досі гомосексуальні стосунки вважаються важливими для передачі досвіду і емоційної підтримки, однією з шлюбних можливостей для об'єднання сімей і зміцнення їхніх соціальних позицій. Серед різних народів чоловіки-гомосексуали і жінки-лесбійки, будучи бездітними, допомагали батькам і родичам у вихованні молодших дітей і відігравали важливу роль у забезпеченні добробуту сім'ї. Також вони присвячували свій життєвий шлях релігійному, культурному і політичному розвитку суспільства. Прибічники пояснення гомосексуальності з точки зору еволюційної теорії вважають гомосексуальність «стратегією виживання, а не стратегією відтворення».
Втім, існують деякі складності у з'ясуванні механізмів походження гомосексуальності. Дослідження проявів гомосексуальності у тварин та людини, здійснені у межах різних наук та наукових підходів, показали, що формування гомосексуальної орієнтації не можна визначити як щось однозначно спричинене, не існує жодного дослідження, яке довело існування якоїсь єдиної детермінованої причини гомосексуальності. Це зумовило появу різних гіпотез та теорій походження гомосексуальності. Загалом їх можна розподілити між двома опозиціями: природа проти психологічного формування та есенціалізм проти конструктивізму. Щодо механізмів походження гомосексуальності, то їх зазвичай розглядають у контексті двох блоків — біологічного та психологічного.

### Теорії біологічного походження
Теорії біологічного походження, як правило, пов'язують гомосексуальність із дією біохімічних факторів.

#### Генетична теорія
Генетична теорія пов'язує гомосексуальність із дією одного або декількох генів і визнає її вродженим явищем.
У мух-дрозофіл доведено вплив деяких генів на статеву поведінку. Зокрема, для самців, гомозиготних за геном мутантного fru (fruitless) характерна гомосексуальна поведінка (вони не доглядають за самками, доглядають тільки за самцями і стимулюють інших самців доглядати за собою). Ген fru експресується у певних ділянках головного мозку мухи-дрозофіли. Самки, мутантні за геном Les (Lesbian), доглядають за іншими самками. Мутантні варіанти генів Viola і sluggish викликають бісексуальну поведінку у самців дрозофіл.
Важливий матеріал на підтвердження генетичної теорії було отримано завдяки аналізу родичів і, особливо, однояйцевих близнюків. Було спостережено прояви гомосексуальності в однояйцевих близнюків навіть у тих випадках, коли вони виховувалися окремо. Однак, інші дослідження показали, що сексуальна орієнтація у них збігається лише у 50 % випадків.
У 1992 р. були опубліковані генетичні дослідження жіночої гомосексуальності, проведені в Університеті Бостона Річардом Піллардом і Джей Майклом Бейлі. Вчені дійшли висновку, що сексуальна орієнтація жінок, як гомосексуальна, так і гетеросексуальна, зумовлена спадковістю наполовину. Вони вважають, що людина народжується з певними схильностями, і наступний життєвий досвід формує гетеросексуальні або гомосексуальні переваги.
За останні роки з'явилося чимало досліджень, в яких доведено значну роль генетичних чинників у формуванні гомосексуальності. Деякі особливості генетичного матеріалу виявляються спільними у приблизно 20 % обстежених гомосексуальних чоловіків. У той же час істотних генетичних особливостей у гомосексуальних жінок поки не виявлено. Є дані, що мінливість локусу Xq28 в X-хромосомі людини пов'язана з гомосексуальністю. А нещодавні дослідження американських вчених з Університету Іллінойсу (University of Illinois) встановили, що на сексуальну орієнтацію впливають одразу декілька генів, а не тільки гени статевих хромосом.
Загалом генетична теорія не вичерпує всіх способів виникнення гомосексуальності, хоча сумнівів щодо того, що спадкові фактори мають суттєвий вплив на сексуальну орієнтацію обох статей, немає,.

#### Гормональна теорія
Гормональна теорія пов'язує гомосексуальну поведінку зі впливом органів внутрішньої секреції організму.
Репрезентовано дослідження, в яких показано, що підвищення рівня чоловічих гормонів (андрогенів) у передпологовий період призводить до гомосексуальності дитини незалежно від її статі. Так, Ґ. Дьорнер (G. Dörner), М. Міцкевич (M. Mitskevich) та О. Румянцева (O. Rumyantseva) показали, що критичним періодом статевої диференціації мозку зародка людини є другий триместр вагітності матері (між четвертим і сьомим місяцями) — саме у цей час закладається майбутній чоловічий чи жіночий тип статевої поведінки. Стрес, пережитий матір'ю під час вагітності, приводить до дефіциту зародкових андрогенів і, як наслідок, диференціації (фемінізації) мозку зародка за гомосексуальним типом. Хоча здається логічним, що рівень гормонів у пренатальний період може якимось способом брати участь у формуванні сексуальної орієнтації, принаймні деякою мірою й у деяких індивідів, інші вчені не змогли підтвердити подібний висновок.
В іншому дослідженні при порівнянні рівня статевих гормонів у дорослих гомо- і гетеросексуалів було виявлено, що для чоловіків з гомосексуальною орієнтацією характерні або нижчий вміст тестостерону, або більш високий вміст естрогену; в одній роботі було виявлено більш високий рівень тестостерону у крові лесбійок у порівнянні з гетеросексуальними жінками. Однак, іншим дослідникам ці результати підтвердити не вдалося. За деякими даними, пренатальний рівень гормонів має певний вплив на сексуальну поведінку дорослої особи, зокрема чоловіча ґендерна ідентичність та сексуальна орієнтація визначаються ще у плода впливом тестостерону на мозок, що не може бути анульовано вихованням. Проте, за найбільш достовірними даними, рівень тестостерону у дорослої людини впливає не на сексуальну орієнтацію, а на інтенсивність сексуальної активності незалежно від об'єкта.
Хоч вибірка об'єктів для зазначених досліджень у всіх випадках була достатньо репрезентативною, вона не охоплює всі випадки. Зокрема, гормональні закономірності, що встановлюються для чоловічої гомосексуальності, виявляються недійсними для жіночої. Це навіть змушує деяких природничих науковців говорити про різну природу чоловічої та жіночої гомосексуальності.
Аргументи на користь гормональної природи гомосексуальності, наведені у зазначених випадках, викликають серйозну критику у багатьох дослідників і якоюсь мірою спростовуються наявними даними. Наприклад, введення дорослим гомосексуалам статевих гормонів ніяк не впливає на їхню сексуальну орієнтацію.
Разом з тим, відомо, що концентрація андрогенів може залежати від поведінкових і ситуативних чинників, впливаючи, у свою чергу, на сексуальну поведінку. Внаслідок такого зворотного зв'язку у формуванні, принаймні, чоловічої гомосексуальності істотне значення можуть мати як вплив середовища, так і соціального та культурного досвіду.

#### Церебральна теорія
Церебральна теорія виводить гомосексуальну поведінку з особливостей організації та будови головного мозку.
Окремі дослідження показують відмінності у величині гіпоталамуса у гомо-і гетеросексуальних чоловіків. Висловлюються припущення, що у гомосексуалів є дисфункція, близька за клінічною картиною до дефіциту активності правої півкулі. За даними деяких обстежень, у гомосексуалів спостерігаються недостатність рухових і тактильних функцій лівої руки, звуження обсягу сприйняття і погіршення виконання завдань, пов'язаних з негативними емоціями. У ряді досліджень виявлено, що гомосексуали гірше від гетеросексуалів виконують просторові завдання і тести на прицілювання, що також може свідчити про особливості латералізації церебральних функцій у таких осіб. Проте інші дослідження, навпаки, показують, що гомосексуали перевершують гетеросексуалів у засвоєнні багатьох академічних дисциплін.

### Теорії психологічного походження
Теорії психологічного формування пов'язують виникнення гомосексуальності з особливостями вікового розвитку та рядом вироблених при цьому психологічних особливостей.

#### Психоаналітичні теорії
Психоаналітичні теорії ґрунтуються на вивченні психологічних особливостей формування гомосексуальності як стійкої поведінкової риси особистості. У методологічному плані вони спираються на той чи інший варіант психоаналізу.
Зигмунд Фройд (Sigmund Freud) вважав, що від природи людина є бісексуальною (про що свідчить, зокрема, ембріональна бісексуальність) і що гетеросексуальні вподобання формуються у ранньому дитячому віці за умов правильного розвитку особистості, а гомосексуальні виникають внаслідок деяких збоїв у цьому розвитку. У той же час з приводу причин гомосексуальності у нього немає однозначної теорії, Фройд протягом життя запропонував і намагався підтвердити принаймні чотири теорії, які стосувалися переважно чоловічої гомосексуальності:
- у дитинстві має місце коротка, але досить сильна фаза фіксації на матері, подолання якої вирішується ототожненням хлопчика з жінкою та розглядом себе як сексуального об'єкта;
- у чоловіка розвивається нарцисизм, завдяки якому він шукає молодих чоловіків, що нагадують йому себе і яких він мав би любити так, як його любила мати;
- у чоловіка розвивається втеча від жінки, яка є наслідком ненормальних дитячих переживань та незадовільного розв'язання сексуального конфлікту і систематичного відтворення цього конфлікту у зрілому віці;
- у дорослої людини має місце своєрідна інфантилізація сексуальності, коли індивід акцентує високе значення пенісу і фіксує як об'єкт сексуального лібідо своєрідну «жінку із пенісом» або жіночного юнака[58].

Слід зауважити, що Фройд вважав, що чимало його ідей мали попередній і умоглядний характер. Крім того, вони стосувались переважно чоловічої гомосексуальності, жіноча ж ним фактично недооцінювалась або сприймалась викривлено. При цьому він був схильний ставитися до гомосексуальності досить терпимо і вважав, що терапія повинна бути спрямована не на зміну сексуальної орієнтації, а на лікування патології і корекцію невротичних рис особистості, котрі виникають як наслідок психічного дискомфорту («дисфорії сексуальної орієнтації»), і на прийняття людиною власного «Я» таким, яке воно є.
Деякі послідовники (неофройдисти) розгледіли в ідеях Фройда наукові закони, застосовні для будь-яких пацієнтів і в будь-яких умовах. Оскільки Фройд висловив думку, що неправильні стосунки між батьками і дітьми можуть призвести до гомосексуальності, психоаналітик І. Бібер (I. Bieber) і його колеги вивчили сімейне життя своїх пацієнтів, з яких 106 були гомосексуалами, а 100 — гетеросексуалами. Він з'ясував, що у багатьох з досліджених ним гомосексуалів були надто владні матері та/або слабовільні, пасивні батьки; у гетеросексуалів подібне співвідношення батьків зустрічалося рідко. Тому Бібер відкинув концепції Фройда і висловив думку, що гомосексуальність породжується страхом перед відносинами з особами протилежної статі.
На сучасному рівні знань психоаналітична теорія вважається малодостовірною. По-перше, вона ґрунтувалася на дослідженнях пацієнтів психіатричних лікарень та психоаналітичних кабінетів — тих, у кого з тих чи інших причин існують психологічні проблеми (системна похибка вибірки). За межами досліджень залишалася більшість гомо- та бісексуал/ок, в яких не було психологічних проблем і які не зверталися по допомогу до психоаналітиків. По-друге, сучасні дані не дозволяють однозначно стверджувати, що гомосексуальність завжди або звичайно виникає у результаті неправильного виховання. Гомосексуал/ки зустрічаються і в сім'ях, де матері дуже непривітні і неласкаві, а батьки дуже близькі до дітей, і в сім'ях, де відносини зі старшими братами були «роздвоєними», і в сім'ях, в яких мати або батько постійно були відсутні, й у сім'ях, де ідеалізували батьків, а матері відводилася роль прислуги. Крім того, чимало гомосексуальних людей зрідка практикують і гетеросексуальні стосунки, для більшої частини із них гетеросексуальний контакт передував гомосексуальному. За наявними даними, приблизно одна п'ята частина ґеїв і третина лесбійок вступає у гетеросексуальний шлюб хоча б один раз.
Натомість, хоча деякі психологічні дослідження показують, що гомосексуальні люди відрізняються за окремими характеристиками особистості від гетеросексуальних, не доведено, що ці особливості пов'язані з існуванням якогось психологічного типу гомосексуал/ки, дослідження якого могло б дати матеріал для обґрунтування та дослідження якоїсь психологічної теорії гомосексуальності. У той же час, у наукових дослідженнях у 50-ті рр. XX ст. показано, що у соціально адаптованих гомосексуальних людей немає патологічних психоневрологічних відмінностей щодо людей з гетеросексуальною орієнтацією. Все це не дозволяє конструювати якусь достовірну психоаналітичну концепцію походження гомосексуальності.

#### Теорія імпринтингу
Теорія імпринтингу. Становлення особистості та її сексуальності відбувається нерівномірно. Періоди переважно плавних, часто непомітних внутрішніх змін, котрі здійснюються шляхом накопичення досягнень у розвитку, змінюються епохами криз. Це нормативні кризи: криза моменту народження, кризи близько 1, 2, 3, 6-7, 12-14, 17-18 (інші дослідники говорять про кризу 12-17), 25, 40, 55-60 та 80-ти років. Такі кризи є умовою психічного та вікового розвитку особистості. У ході кожної такої кризи відбувається перебудова психіки, мислення, свідомості.
Згідно з Е. Еріксоном, у віці між 12 та 17 роками відбувається інтенсивна перебудова тіла, психіки та особистості у цілому, пов'язана зі статевим дозріванням. Унаслідок цього виникає здатність пізнавати самість як особистість, котра володіє певними відмінними від інших якостями, з сексуальними включно. Внутрішня позиція розхитується, психічне життя та поведінка починають активуватись самістю. Відбувається зміна певного «об'єктивістського» погляду на себе «ззовні» на суб'єктивну динамічну позицію «зсередини», нове відкриття власного Я безпосереднім чином пов'язане з побудовою життєвих планів, з попереднім професійним самовизначенням, а також із рольовою статевою самоідентифікацією. Так формується самосвідомість. Для цього вікового періоду характерна постановка вибору між набуттям статевої ідентичності і рольовим змішанням.
З певної точки зору кожна нормативна криза, з іншої — цілий період (біля 5-8 років) є критичним для сексуального імпринтингу — під час його проживання може закріпитись образ, до якого індивід буде відчувати сексуальний потяг. Але найбільше за це відповідає підлітковий віковий період, в якому, інколи завдяки досить випадковим подіям, формуються сексуальні переваги,. Якщо вони закріплюються під час сексуального збудження, супроводжуючись близькістю з іншим підлітком, юнаком або дорослим чоловіком, то статевий розвиток повертає на гомосексуальний шлях. Себто, об'єкт має підвернутись у критичний момент у підходящій ситуації.
Слід зазначити, що ця теорія певною мірою може пояснити лише виникнення фетишизму — у критичний період суб'єкт може імпринтингувати імідж, елементи одягу, запахи та інші особливості потенційно еротичного об'єкта. Однак, якби ця теорія «працювала», то гомосексуалів було б значно більше: у підлітків та юнаків значно більше ситуацій, коли підвертається можливість одностатевої близькості — підліткова гомосексуальна поведінка досить поширена, однак вона не призводить до гомосексуальної поведінки у зрілому віці,.

#### Теорія затримки розвитку
Теорія затримки розвитку виводить гомосексуальну поведінку з підліткової гомосексуальності, яка у вищих ссавців та людини є різновидом гри та пізнання довколишнього світу, а також навчання емоційній культурі. Однак, вона через затримку розвитку нібито зберігається у гомосексуальних людей в дорослому віці, викликаючи гомосексуальну поведінку.
В основі теорії — ідея проходження кожного підлітка через стадію гомосексуальності. У кожного підлітка у певній фазі розвитку наступає неясний потяг до власної статі, який поступово заміщується або сусідить із потягом до протилежної статі. На цій стадії особа може шукати гомосексуальні пригоди, іти на них, однак так і не стає гомосексуальною. Якщо ж за якихось обставин такі пригоди стають вкрай цікавими та привабливими, фаза розтягується і скороминуще захоплення перетворюється на постійний потяг. Згідно з цією гіпотезою, гомосексуальність — це продовжена інфантильність.
З приводу того, чому має місце підліткова гомосексуальність, існує декілька пояснень. Застосовують теорію Фройда про те, що кожна людина від початку бісексуальна. У підлітків об'єкт потягу нібито взагалі не визначився, і тільки коли індивід зосереджує увагу на протилежній статі, гомосексуальність проходить, чому сприяють також соціокультурні норми.
В іншому поясненні визнається, що гомосексуальність підлітків вимушена і транзиторна, випливає з юнацької гіперсексуальності, котра у свою чергу є вибухом гормональної активності молодого організму. Вона спричинює певну байдужість до вибору статі. Або ж вона має замісний характер: досить часто підлітки говорять тільки про секс, а оскільки хлопчики як правило водяться лише з хлопчиками, а протилежної статі немає, то відбувається ситуативне заміщення. Також у гомосексуальних іграх вони вчаться еротичному спілкуванню. Ознаками такої гіперсексуальності є метушня, спільна чи взаємна мастурбація, а бійки виступають як способи розрядки сексуальної енергії. Однак тут немає переважаючого вибору, і тому немає гомосексуальності. З віком більшість кидає ці забави, меншість — ні.
Загалом гомосексуали, як доводять дослідження, набувають сексуального досвіду з однолітками або ненабагато старшими чи молодшими. Так, згідно з гомосексуальною вибіркою Кінзі, 61,6 % білих чоловіків пережили свій перший гомосексуальний контакт між 12 та 14 роками, причому у 52,5 % випадків їх першим партнером був одноліток, у 8 % — молодший, у 14 % — 16-18-річні юнаки, і тільки у 25,5 % — дорослий чоловік. 55 % перших партнерів складали друзі, 19 % — родичі, 7,6 % — знайомі, і лише 11,2 % — сторонні люди. Серед опитаних сан-франциських чоловіків у гомоеротичних підліткових іграх брали участь 62 % гетеросексуалів, і 39 % — гомосексуалів. Молоді ґеї, втім, отримують від таких ігор більше задоволення, ніж гетеросексуальні однолітки. Для останніх — це просто гра.
Дівчата також грають у гомосексуальні ігри, які, однак, супроводжуються більш ніжними та добровільними ласками.
Чи можна підтвердити цю теорію і за яким механізмом відбувається інфантилізація сексуальності? На це важко відповісти, оскільки питання підліткової гомосексуальності ще відносно мало досліджене. Однак, певною мірою цю теорію спростовують такі факти: юнаки-ґеї досить часто дружать з дівчатками більше, ніж гетеросексуали, та більш охоче грають у жіночі ігри; потенційні ґеї меншою мірою допускають сексуальні ігри з непривабливими для них хлопцями; вони мастурбують виключно або переважно на осіб своєї статі. Також за більшістю даних, гомосексуальні хлопчики дозрівають раніше своїх гетеросексуальних ровесників, мають більше еротичних фантазій і раніше починають мастурбувати. Ну і зрозуміло, у цю теорію не вписуються 38,2 % ґеїв, котрі вступали у перший гомосексуальний контакт у більш зрілому віці.

#### Біхевіористські теорії
Біхевіористські теорії наголошують на тому, що процес формування сексуальної орієнтації зводиться до вироблення у ранньому віці психологічних умовних рефлексів у поєднанні із позитивним або негативним підкріпленням за певну сексуальну поведінку у ранньому віці. Себто, ранні сексуальні контакти людей можуть спрямувати їх у бік гомосексуальної поведінки унаслідок приємних контактів, що надають задоволення з представниками власної статі, та неприємних або навіть жахаючих гетеросексуальних досвідів. Так само до створення умовних рефлексів може призвести сексуальна фантазія та інші чинники. Ці теорії, однак, не можна підтвердити ні біографічними дослідженнями гомосексуальних людей, серед яких чимало взагалі уникали статевих контактів до того, поки усвідомили власну сексуальну орієнтацію, а інші у перші роки статевого життя практикували гетеросекс; ні етнологічними дослідженнями — у суспільствах, де заохочується підліткова гомосексуальність, гомосексуал/ок не більше, ніж у тих, де вона забороняється.

#### Теорія Стормза
Психолог М. Стормз (M. Storms) вважав, що існує певний зв'язок між раннім статевим дозріванням з подальшим наданням переваги еротичній активності зі своєю статтю. Стормз виходив з того, що раннє статеве дозрівання наступає у віці приблизно 12-13 років, коли гомосексуальне експериментування є досить звичайним, а сильна сексуальна установка ще не надбана. Підлітки, котрі рано досягли статевої зрілості, мають певні сексуальні переваги над тими своїми ровесниками, у кого процес статевого розвитку відбувається повільніше. Вважається, що сильніший статевий потяг посилює вплив будь-якого сексуального досвіду, що доставляє задоволення, проте у цьому віці гомосексуальні контакти набагато доступніші, ніж гетеросексуальні. Взаємодія між біологічними і психологічними факторами робить вельми можливим (хоча й не абсолютним) збереження переваги щодо гомосексуальних контактів у дорослому віці. Проте результати тривалого вивчення підлітків, які рано досягли статевої зрілості, не підтверджують теорію Стормза.
Дійсно, як свідчать факти, більшість гомосексуальних людей мали перший контакт із ровесниками/ровесницями, а не з дорослими, як часто вважають. Проте, дослідження довели, що сексуальна спрямованість формується ще в дитинстві, задовго до перших зносин. У деяких дослідженнях дві третини опитаних лесбійок і ґеїв заявили, що вони у дитинстві відчували себе швидше дитиною протилежної статі, і віддавали переваги іграшкам протилежної статі. З іншого боку, випадки, коли юнаки вступали у гомосексуальний акт — чи за гроші, чи з дружніх почуттів, чи через компенсацію дефіциту соціалізації (наприклад, мешканці дитбудинків або ті, хто не мали батьків), гомосексуальна поведінка має транзиторний характер і у більшості випадків не призводить до гомосексуальності.
Згадані теорії ґрунтовані на систематичних наукових дослідженнях, які, однак, доволі часто базуються на апріорних теоретичних установках та поглядах. З таких позицій результати досліджень спрямовані на те, щоб підтвердити ці погляди і не враховують дію інших чинників. Однак, вони добре розроблені і більшість з них не є гіпотезами. Існують й інші, менш достовірні теорії походження гомосексуальності і, врешті малопідтверджені гіпотези, як то філогенетично-ембріологічна, атавістична, органічного враження мозку тощо.

### Багатофакторна модель
Дедалі більше дослідників сексуальності вважають, що існування спектру теорій ґенези гомосексуальності свідчить не про відсутність достовірних знань про походження гомосексуальності, а про те, що її слід розглядати як комплекс явищ різнорідного походження. Прихильники цієї моделі вважають за високоймовірне, що сексуальна орієнтація розвивається на основі складної взаємодії між вродженими і зовнішніми факторами. Так, якщо навіть визнати провідним генетичне походження гомосексуальності, слід врахувати, що гени не діють на якийсь «власний розсуд», але на їхній вплив у процесі онтогенезу накладається ціла низка додаткових факторів, починаючи від хімічного складу клітин до факторів культурного та соціального навчання. А мозок, розвиток якого є підсумком зазначених факторів, має і власну відносну свободу організовуватись і реагувати на зовнішні види інформації, причому саме ця необмежена властивість і є те, що відрізняє людину від нижчих тварин, а тому той чи інший із перерахованих наведених теоріях факторів лише збільшує імовірність розвитку гомосексуальності у дорослої людини, але не детермінує її. Сексуальна орієнтація не є детермінованою системою. Більшість соціальних психологів вважають, що сексуальна орієнтація, по суті, є результатом складної взаємодії всіх наступних факторів: біологічних процесів і передумов, життєвого досвіду, будови нервової системи, генетики та розвитку головного мозку.
Тому при створенні синтетичної теорії походження гомосексуальної орієнтації немає смислу відмежовувати біологічні, психосоціальні, поведінкові, моральні та культурні чинники. Кожна особистість проходить свій шлях формування гомосексуальності, який є результатом дії своєрідного у кожному персональному випадку комплексу імовірного впливу факторів, і який, тому, не є універсальним і єдиним.

## Психологічні особливості гомосексуальних людей
Щодо психології гомосексуальності не існує достовірних даних, які б виділяли якісь вроджені психологічні риси, котрі не стосуються сексуальної сфери, але є рисами якоїсь «гомосексуальної особистості». Більшість геїв та лесбійок, окрім сексуального потягу, настільки незначно відрізняються від гетеросексуальних людей, що лише найбільш виточені та точні дослідження могли б виявити хоча б якусь різницю між ними. Мабуть жоден з існуючих психологічних тестів не дозволяє стовідсотково відрізнити гомосексуал/ок від гетеросексуал/ок, що змушує думати, що відмінності у сексуальній орієнтації більш-менш автономні від інших психологічних якостей. Сексуальна орієнтація не тільки не визначає інші властивості особистості, але і сама варіює залежно від них.
Відсутні дані про те, що більшість гомосексуальних людей емоційно погано адаптовані — факт, особливо примітний у світлі упередженого ставлення до гомосексуальності в українському суспільстві. Не існує ніякого гомосексуального способу життя, який би точно описував, як живе більшість ґеїв. Це не дивно, оскільки деякі люди гомосексуальні протягом всього свого життя, тоді як інші дотримуються такої сексуальної орієнтації всього кілька років. Є також «приховані» гомосексуал/ки, що намагаються не видавати свої нахили у повсякденному житті (серед них чимало гомосексуальних людей, що перебували чи перебувають у гетеросексуальних шлюбах), а також такі, які відкрито заявляють про свою гомосексуальність. Є войовничі, а є і консервативніші гомосексуал/ки. Багато гомосексуальних людей зберігають тривалі міцні одностатеві зв'язки, тоді як інші надають перевагу незалежності й легше ставляться до сексу. Різноманітність типів поведінки серед гомосексуальних особистостей нескінченна.
Існують дані, котрі показують, що лише незначна кількість гомосексуалів та гомосексуалок також відчуває якусь провину та занепокоєння з приводу власної сексуальної спрямованості. Так, за одним із опитувань, їх відчувають лише 13 % чоловіків та 5 % жінок.
Так само одностатевим парам властиві ті ж самі форми поведінки, що й гетеросексуальним. Вони виражаються у поцілунках, орально-генітальних контактах, взаємній мастурбації і рідше (у чоловіків) — анальних зносинах. Ймовірно, у лесбійок спостерігається більше задоволення з більшою кількістю оргазмів, ніж у жінок з гетеросексуальною поведінкою. Деякою мірою це пояснюється тим, що жінка краще знає анатомію та еротичні особливості своєї партнерки, ніж чоловіки.
У той же час стійкість одностатевих пар без дітей більшою мірою залежить від психологічних факторів, ніж у гетеросексуальних, інколи вони демонструють досить велику стійкість — чи не у першу чергу саме завдяки тому, що суспільство не вимагає від них вірності, формально або законодавчо. У той же час, якщо одностатеві пари виховують дітей, то наявні дослідження не виявили в основних сферах сімейної діяльності — репродуктивної, виховної, господарсько-побутової, економічної, емоційної — принципових відмінностей від гетеросексуальних сімей. Між гетеро- і гомосексуальними батьками немає істотних відмінностей у стилі виховання дітей, у природній емоційній пристосованості, а сексуальність батьків не має помітного впливу на сексуальну орієнтацію дитини. Діти в одностатевих сім'ях стикаються з проблемами через те, що їхні сім'ї юридично, соціально та економічно виключені з життя суспільства, тому що ці сім'ї не підходять під стандартне визначення сім'ї, але аж ніяк не тому, що внутрішній клімат сім'ї для них якимось чином несприятливий. В одностатевих сім'ях до виховання дитини ставляться не менш, а часто і більш відповідально і уважно, ніж у традиційних. Крім того, задоволеність життям і партнером в одностатевих сім'ях часом вище, ніж у гетеросексуальних, а часом — нижча.,.
Серед позитивних характерологічних рис, що розвиваються завдяки мінорній сексуальній орієнтації, різні дослідники відзначають: підвищений рівень автономної соціальної активності (відносно більші, ніж у гетеросексуальних людей, рівень освіти, бізнесової активності, вільної професійної діяльності та участі у правозахисних і інших громадянських рухах); більший рівень самопізнання; більша турбота з приводу власної зовнішності, здоров'я і фізичної форми; більша зацікавленість в особистому спілкуванні; гомосексуал/ки охочіше від гетеросексуал/ок виходять за межі повсякденності. Ґеям властивіша підвищена емоційна збуджуваність, сприйнятливість та ранимість, однак з цим корелюють підвищені артистизм та художні здібності.
Також автори деяких досліджень заявили, що виявили анатомічні відповідності підвищеної функціональної симетрії мозку у гомосексуальних людей — структурні відмінності у будові мозку, що нібито свідчать про рівномірніше розповсюдження функцій між двома півкулями, ніж у гетеросексуальних.
Всі чинники формування відмінних психологічних особливостей в окремих гомосексуал/ок, у тому числі і такі, котрі розглядаються як психологічні відхилення, пов'язані із вихованням, усвідомленням власної сексуальної орієнтації, а також з мірою тиску соціального середовища та культури на конкретну особистість. Однак, їхні психологічні проблеми і властивості корелюють з різними тілесними та психічними рисами, а не з сексуальною орієнтацією.
Тому в окремих випадках можна виділити неоднозначні характерологічні риси, спричинені різними факторами, скісно пов'язаними із гомосексуальністю, як то патологічні відносини із батьками під час формування особистості та сексуальне насильство у дитинстві. Та найпоширеніший чинник, що може сформувати специфічні характерологічні риси, — негативне ставлення суспільства до гомосексуальності та гомосексуальних людей. Це зумовлює те, що гомосексуал/ки більше, ніж гетеросексуал/ки, чутливі до стресів. Дослідження показали, що в умовах сильного стигматування, соціальної ізоляції та тривалої депривації у гомосексуальних осіб часто розвиваються невротичні та психопатичні риси, внутрішнє психічне напруження та інші риси соціальної дезадаптації. На тлі цього виявляється тривожність з приводу власної значущості, зростає ймовірність суїцидальних дій. Деякі дослідження вказують на те, що у ґеїв часто спостерігається емоційна ідентифікація з матір'ю та відсутність емоційних й ідентифікаційних зв'язків із батьком.
Ряд спостережень відмічають специфічні психологічні та ґендерні риси у частини гомосексуальних людей у підлітковому та юнацькому віці, і говорять про прегомосексуальну дитину.

### Особливості деяких гомосексуальних людей у дитинстві
За спостереженнями американського психоаналітика Ервіна Бібера, у багатьох гомосексуалів у дитинстві спостерігаються певні відхилення від традиційної ґендерної поведінки власної статі. А американський сексолог Річард Грін пише про «синдром пай-хлопчика, пестуна, дівчиська у штанах» («sissy boy syndrome»).
У гомосексуалів у дитинстві можуть спостерігатися такі відмітні особливості:
- прегомосексуальний хлопчик дружить більше з дівчатками, ніж з хлопчиками, і навпаки;
- прегомосексуальний хлопчик більше полюбляє грати у дівчачі ігри (театр, ляльки), його більше цікавлять читання, мистецтво; і навпаки — прегомосексуальні дівчатка схильні грати у війну, збирати конструктори, колекціонувати машини;
- у прегомосексуальних хлопчиків зафіксовано факт появи більш ранніх у порівнянні із гетеросексуальними сексуальних інтересів та мастурбації;
- тендітність, кволість, насміхання від однолітків досить часто спостерігалися у біографіях прегомосексуальних хлопчиків; грубість, енергійний тонус поведінки, виражені елементи агресивності — у прегомосексуальних дівчаток;
- прегомосексуальний хлопчик досить часто оминає змагальні спортивні ігри, гірше виконує гімнастичні вправи; прегомосексуальна дівчинка навпаки — досить часто бере участь у змагальних іграх з хлопцями, фізично добре розвинена або займається спортом;
- подекуди спостерігається схильність до дитячого трансвестизму — перевдягання у дівоче вбрання — серед прегомосексуальних хлопчиків, у хлопчаче — серед прегомосексуальних дівчаток.

У той же час, хоча імовірність досить підвищена, однак не можна вважати, що перераховані способи поведінки є ознакою майбутньої гомосексуальності. За Сагхіром і Робінсом, 67 % гомосексуальних чоловіків поводилися в дитинстві, як дівчатка, а з гетеросексуальних чоловіків так вело себе тільки 3 %. Інші дослідження показують, що лише біля половини чоловіків, що вважають себе гомосексуалами, згадують, що спорт та ігри на свіжому повітрі у дитинстві та підлітковому віці цікавили їх менше, ніж музика, читання, мистецтво та інші спокійні види діяльності, котрі потребують більше самотності. Проте, 72 % гомосексуальних чоловіків повідомляли, що відчували себе «у чомусь або навіть у всьому несхожими» на одноліток своєї статі, у той час як лише 39 % з контрольної групи гетеросексуалів розповіли про подібні почуття.

## Гомосексуальність і ґендерна ідентичність
Сучасні ґендерні дослідження приділяють важливу увагу дослідженням розвитку ґендерної ідентичності — тобто становлення людини як дівчини, жінки або хлопця, чоловіка, прийняття відповідних соціальних норм поведінки. Для цього вивчалася ґендерна соціалізація певної групи осіб з дитинства до зрілого віку. Вчені припускали, що серед дівчаток-шибеників і хлопчиків — «маминих синків» в зрілому віці багато хто виявиться геями або лесбійками,. Деякі спостереження дійсно показали, що ґеї і лесбійки згадують себе в дитинстві як непокірних щодо соціальних вимог своєї статі, це підтверджують і їхні батьки (дослідження Вітама і Цілі (1986, 1991), Цукер (1990). У той же час, не можна приймати подібні прояви як стовідсотковий доказ того, що дитина виросте гомосексуальною.
Якщо вважати найбільш достовірною і ефективною багатофакторну модель формування гомосексуальності, то не можна встановити однозначно детермінований зв'язок між, наприклад, гормональними передумовами чи особливостями ґендерної соціалізації та сексуальною поведінкою дорослої людини. На практиці це означає наступне: не кожна дівчина, що має хлоп'ячий характер або виглядає як хлопець, є лесбійкою і не кожен хлопець-тихоня чи неньчин синок — прихований гей. А значить, батькам, які поки що не здатні прийняти гомосексуальний стиль життя своєї дитини, зовсім не слід докоряти собі з приводу того, що вони не звернулися до лікаря, коли, наприклад, їхня дочка грала з хлопцями у футбол і ненавиділа сукні.
Також гомосексуальність у жодному разі не є ворожою і протилежною щодо потягу до осіб іншої статі. Обидва способи побудови відносин — гомосексуальний і гетеросексуальний — природні, і різниця існує лише у сприйнятті їх суспільством.
Гомосексуали свідомі своєї статевої приналежності і, на відміну від транссексуалів, не ідентифікують себе із протилежною статтю. Сексуальна орієнтація відрізняє їх від гетеросексуалів, однак, як випливає із антропологічних та сексологічних досліджень, вона не є елементом ґендерної ідентичності, але одним із п'яти компонентів людської ідентичності. Крім того, оскільки кожна людина поєднує у собі як маскулінні, так і фемінні якості, і суспільство являє собою семантичний континуум особистостей, серед гетеросексуалів також можна зустріти як маскулінізовану жінку, так і фемінізованого чоловіка, що дозволяє говорити не про опозицію маскулінності — фемінності, а про наявність ґендерного континууму.
Для вирізнення індивідів, в яких ґендерна ідентичність збігається із біологічною статтю, однак які мають гомосексуальну орієнтацію, запропоновано поняття «гомоґендерна ідентичність». Спонукальним мотивом її розвитку є сексуальний інтерес або потяг до особи своєї статі, хоча ці переживання не обов'язково мають безпосередній вираз у вигляді сексуальної поведінки, інколи обмежуючись лише фантазіями.
Якщо гетеросексуальна ґендерна ідентичність у спільнотах завжди представлена загальнопоширеним соціальним зразком, то гомосексуальна ідентичність як соціальний зразок представлена переважно у межах специфічних гомосексуальних субкультур. Важливу роль у формуванні такої ідентичності відіграють певні соціальні моделі, слідування яким сприяє сексуальному самоусвідомленню особистості. Такі моделі формуються:
- у соціальних інститутах у традиційних суспільствах, де гомосексуальність легітимізована та інституйована;
- у вигляді ідеальних соціальних зразків у суспільствах, в яких до гомосексуалів відносяться досить толерантно, де вони мають певну свободу самовиразу, а інформація про їхні імідж та способи життя є досить відкритою і доступною (через художню літературу, кінофільми та інші форми мистецтва, а також через засоби масової інформації та інтернет);
- у вигляді реальних соціальних зразків у місцях локального зосередження гомосексуалів:
- тимчасового — місця круїзінґу (зони відпочинку, плешки, нічні клуби, кав'ярні і т. ін.);
- освітнього — окремі навчальні заклади, що мають виразні гомосексуальні традиції;
- функціонального — серед членів громадських організацій та об'єднань ЛҐБТ (союзи, асоціації, клуби за інтересами та ін.);
- тривалого — зони спільного проживання (міські квартали, де оселяються ґеї та лесбійки);
- примусового — місця покарання (тюрми, колонії);
- у вигляді художньо та історично переосмислених соціальних зразків видатних особистостей минулого та сучасності, які більш-менш причетні до одностатевого кохання;
- у вигляді реальних соціальних зразків серед представників окремих професій, які стереотипно вважаються гомосексуальними (танцюристи, особливо балетні, діячі шоу-бізнесу, перукарі і дизайнери[99]).

Слід, однак, зазначити, що немає такої професії яка складалася б з одних тільки гетеро- або одних гомосексуалів. Нарівні з стереотипно «гомосексуальними» професіями, гомо- та бісексуалів багато серед письменників, поетів, композиторів та полководців, є вони і серед лікарів, юристів, водіїв вантажівок, професійних спортсменів, політиків тощо.
У разі недоступності готових зразків для ідентифікації гомосексуальна ідентичність формується через проблематизацію сексуального досвіду та накладення його на існуючі гетеросексуальні моделі.
В іміджі, способі говоріння та соціальній активності гомосексуали, як і гетеросексуали, різною мірою використовують ті або інші риси маскулінності та фемінності.
Усталена гомосексуальна ґендерна ідентичність, як і гетеросексуальна, супроводжується позитивним ціннісно-емоційним ставленням до себе і власної сексуальності. Однак, формування гомоґендерної ідентичності, на відміну від гетероґендерної, може відбуватись не тільки у підлітковому та юнацькому віці, але й у зрілішому, при цьому інколи процес може розтягуватись на досить тривалий час. З дитинства удома, у школі, у телевізійних передачах, у дитячих книжках потенційні гомосексуали знаходяться в оточенні виключно гетеросексуальних моделей. Ця обставина, у поєднанні з автоматичним припущенням, що всі навкруги — гетеросексуали, майже нездоланно привчає людину вважати себе гетеросексуалом. Тому гомосексуальне самоусвідомлення розвивається як глибокий особистісний процес, котрий досить часто характеризується вищим рівнем саморефлексії (інколи доволі самокритичним), а подекуди — і низкою криз і переддепресивних станів. Така саморефлексія як правило завершується цілісним прийняттям власного Я таким, яке воно є. Завдяки цьому гомосексуальна ідентичність у порівнянні із гетеросексуальною досить часто є стійкішою і свідомішою. Однак, у багатьох інших випадках вона протягом великого часового відрізка або всього життя залишається неусталеною і має послаблені або розмиті межі. І все ж, згідно з одним із досліджень, лише 1 з 20 гомосексуалів (чоловіків та жінок) відкрито виражав жаль з приводу власної гомосексуальності і тільки 1 з 3-х намагався відмовитись від гомосексуальної активності.
У кожному соціумі можна виділити середній статистичний тип та нормативні щодо маскулінності та фемінності уявлення й установки, яких так чи інакше дотримується або враховує більшість гомосексуалів. Однак, через складність та багатофакторність умов формування гомоґендерної ідентичності у різних індивідів формується різний ступінь інтенсивності проявів маскулінності та фемінності. На неї впливають доступні ґендерні моделі, умови соціалізації, виховання та індивідуальні особливості.
І. Кон відзначив три провідні архетипи, які складають основу образу та еротичного ідеалу у ґеїв, як то: сильний та мужній чоловік; женоподібний, м'який андроґін, напівчоловік-напівжінка; пубертатний підліток або юнак, напівхлопчик-напівчоловік.
Відповідно можна відмітити різноманітні іміджеві та поведінкові градації у ґеїв та лесбійок. У пострадянських суспільствах фемінізована градація є одним із провідних образів гомосексуала, загалом хибним, однак його певною мірою популяризують окремі митці-трансвестити. Проте, фемінізованих серед ґеїв далеко не більшість. Згідно з одним із досліджень фемінізовані і андрогінні індивіди складають не більше 15 % всіх ґеїв. За іншим дослідженням, лише бл. 5 % ґеїв мають жіночну ходу та мовлення, стиль одягу.
Так само серед лесбійок існує маскулінізований тип, також стереотипно приписуваний лесбійкам. Та, згідно з одним із досліджень, менше 3 % відсотків лесбійок мають мужоподібну ходу, мовлення та стиль одягу.
Гомосексуальність не пов'язана із ґендерною інверсією — як окремі ґеї, так і окремі лесбійки можуть бути помірно або сильно фемінізованими чи маскулінізованими. Це свідчить, що сексуальна орієнтація є незалежним від ґендерної ідентичності параметром.

## Гомосексуальність і ризики для здоров'я
Як і будь-який незахищений статевий контакт, незахищений гомосексуальний контакт може призвести до зараження венеричними захворюваннями, які тепер називають інфекціями, що передаються статевим шляхом (ІПСШ). При анальному контакті зростає імовірність ураження прямої кишки акцептора («пасивного») партнера-чоловіка ІПСШ — сифілісом, гонококами, хламідіями, вірусом звичайного герпесу тощо.
Практика незахищеного анального сексу разом з нерозбірливими статевими зв'язками приводить до підвищеного ризику зараження ВІЛ-інфекцією. Але однозначної статистики з цього питання немає: так у 2008 р. нових випадків зараження ВІЛ зафіксовано у середньому по Європі серед чоловіків, що мають секс з чоловіками (ЧСЧ), — 19 %, причому тільки у країнах Західної Європи цей шлях був найпоширенішим — 43 %, у той час як у Центральній Європі (колишні країни «соціалістичної демократії» та Туреччина) він становив 27 % (однак, 46 % заражень ВІЧ тут відбулося невідомим шляхом), а у колишніх країнах СРСР (країни Балтії та СНД) — всього лише 0,5 %. Головним шляхом зараження у країнах Балтії та СНД було вживання ін'єкційних наркотиків — 45 %, другим гетеросексуальні контакти — 44 %. Отже, головним шляхом зараження ВІЛ у країнах Європи у середньому були гетеросексуальні контакти — 37 % проти 19 % гомосексуальних. Саме на початковому етапі епідемії СНІД був надзвичайно поширений у середовищі ЧСЧ, що змусило виділити їх у групу ризику через зараження, і що послужило приводом для додаткового стигматування цієї соціальної групи. Однак, переважна більшість хворих на СНІД у світі — гетеросексуали, і лише в Америці та Західній Європі гомосексуали превалюють. Через це основним мотивом кампанії щодо боротьби з епідемією став вислів «СНІД стосується кожного».
Проте, як свідчать статистичні дані, ризики зараження у ЧСЧ, як і раніше великі і навіть мають тенденцію до підвищення у зв'язку зі зниженням культури сексуальної гігієни. У зв'язку з цим вони залишаються під пильною увагою організацій, що борються з епідемією СНІДу.
Проблема поширення ВІЛ серед лесбійок залишається маловивченою.
Серед інших хвороб, що передаються серед гомосексуалів частіше, ніж серед гетеросексуалів, слід відзначити хламідійну інфекцію — хламідійний уретрит, гепатит В, а також інфекції, що передаються аноректальним шляхом (завдяки підвищеній імовірності орофекальних контактів): шигельоз, сальмонельоз, педикульоз, короста та ураження Campylobacter.

## Сприйняття гомосексуальності

### Державами
Карну відповідальність за добровільні гомосексуальні акти знято в Україні з 1991 року.

### Релігією
Різні релігії до проявів гомосексуальності ставляться по різному. Авраамічні релігії здебільшого негативно сприймають гомосексуальність. Інші релігії, як правило ставляться до ЛГБТ-людей значно толерантніше.

### Іслам
В Святому письмі в сурі 7:80-82 Лат засуджує мешканців Содому, що у хтивості йдуть до чоловіків, а не до жінок. Після чого Бог скарав мешканців, проливши на них дощ із сірки, вогню та каміння.

### Християнство

#### Біблія
Святе письмо містить кілька фрагментів, де йдеться безпосередньо про гомосексуальні стосунки.
У П'ятикнижжі мужолозтво називається «гидотою»:
А з чоловіком не будеш лежати як з жінкою, гидота воно!… Лев. 18:22
А хто лежатиме з чоловіком як із жінкою, гидоту вчинили обоє вони, будуть конче забиті, кров їхня на них! Лев. 20:13
У Новому Заповіті мужолозтво згадувано в посланнях апостола Павла:
Вони Божу правду замінили на неправду, і честь віддавали, і служили створінню більш, як Творцеві, що благословенний навіки, амінь.
Через це Бог їх видав на пожадливість ганебну, бо їхні жінки замінили природне єднання на протиприродне.
Так само й чоловіки, позоставивши природне єднання з жіночою статтю, розпалилися своєю пожадливістю один до одного, і чоловіки з чоловіками сором чинили. І вони прийняли в собі відплату, відповідну їхньому блудові Рим. 1:25-27.
Знаємо ж, що закон добрий, коли хто його законно виконує;
знаємо й те, що закон не даний для праведника, але для беззаконних і непокірливих, безбожних і грішників, несправедливих і нечистих, для тих, що ображають батька й матір, для душогубців,
розпусників, мужоложців, розбійників, ошуканців, кривоприсяжників і для всього іншого, що противиться здоровому навчанню,
за доброю вісткою слави блаженного Бога, яка мені була довірена. 1 Тим. 1:8-11
Іван Золотоустий в 4-й бесіді на послання Апостола Павла до Римлян каже про це так:
«Язичники не вважали цю справу безсоромною, але, як щось почесне і більш високе, ніж стан рабів, надавали її лише вільним. Так думав мудрий народ афінський і великий з афінян Солон. Можна знайти багато і інших філософських творів, які заражені тією ж хворобою. Проте ж, внаслідок цього, ми не назвемо такої справи законною, а, навпроти, — визнаємо жалюгідними і гідними багатьох сліз тих людей, які ухвалили цей закон. Що роблять блудниці, теж, а краще сказати — потворніше здійснюють і мужеложники. Змішення з блудницями, хоча беззаконно, але природно, а мужолозтво і протизаконно, і протиприродньо. Якби не було гієни і не погрожувало покарання, то це було б гірше за всяке покарання. Якщо ж вони насолоджуються, то це говорить лише про посилення покарання.
Я стверджую, що ці (мужеложники) гірше за вбивць, оскільки краще померти, ніж жити після такої наруги. Вбивця відторгає душу від тіла, а цей губить і душу разом з тілом. Який ні назви гріх, жоден не дорівнюватиме цьому беззаконню.
Нічого, нічого немає безрозсудніше і важче за таку наругу. Якщо Павло, міркуючи про розпусту, сказав: „Всякий гріх, який робить людина, є поза тілом, а розпусник грішить проти власного тіла“ (1 Кор. 6: 18), то що сказати про це безумство, яке настільки гірше за розпусту, що не можна і виразити? Не говорю, що ти тільки зробився жінкою, але більше: ти згубив своє існування, як чоловік, ти ні в жіноче єство не змінився, ні того, яке мав, не зберіг, а зробився загальним зрадником того і іншого єства, і гідний вигнання і від чоловіків і від жінок і побиття каменями, оскільки ти образив ту і іншу стать.»

#### Католицька церква
Спираючись на Святе письмо, як католицька, так і православна церкви однозначно й беззастережно засуджують прояви гомосексуалізму. Так, у Катехизмі католицької церкви говориться:
«немало чоловіків і жінок мають глибоко закорінені гомосексуальні нахили. Такий нахил, об'єктивно невпорядкований, для більшості з них є випробуванням. Таких людей треба сприймати з повагою, співчуттям і тактовністю. У ставленні до них слід уникати будь-яких ознак несправедливої дискримінації. Ці особи покликані виконати Божу волю у своєму житті і, якщо вони є християнами, долучити до жертви на Хресті Господа ті труднощі, з якими вони можуть зустрітися з огляду на свій стан».
 Осіб, які відчувають гомосексуальні схильності, церква вважає «покликаними до цнотливості». Особам же, які свою схильність до гомосексуалізму проявляють відкрито, відмовляють у навчанні в семінарії та рукоположенні. Також католицька церква не визнає одностатевих шлюбів, а Папа Римський Іван Павло ІІ у книзі «Пам'ять й ідентичність: бесіди на стику тисячоліть» назвав такі шлюби «частиною ідеології зла».
А проте, католицький синод єпископів прийняв документ, в якому було сказано «Церква відновлює своє зобов'язання виступати проти будь-якої дискримінації та насильства на сексуальній основі».

#### Православна церква
Як і католицизм, православ'я вважає гомосексуалізм за один із содомських гріхів.

## Відомі особи, що практикували гомосексуальні стосунки
Вчені: Англійський математик Алан Тьюрінг був засуджений за гомосексуалізм судом, і щоб уникнути тюремного ув'язнення, погодився на хімічну кастрацію, яка призвела до суїциду через два роки.
Митці:
Оскар Вайлд був засуджений за гомосексуальні стосунки.